# Operation Mar Verde
Operation Mar Verde (portugiesisch Operação Mar Verde = Operation Grünes Meer) war der Name eines Militärschlags der portugiesischen Streitkräfte im November 1970 gegen Guinea.
Die Operation wurde von der in Guinea-Bissau von 1969 bis 1971 stationierten Spezialabteilung Nr. 23 der Marineinfanterie ausgeführt, die unter dem Befehl des Kommandanten (Fregattenkapitän) Alpoim Calvão stand. An der Operation waren guineische Dissidenten als Mannschaften beteiligt. Oberbefehlshaber war der Militärgouverneur der Provinz Guinea-Bissau (von 1968 bis 1973) António de Spínola.
Der Plan bestand in einem amphibischen Angriff auf Conakry, die Hauptstadt des benachbarten Guinea, mit den Zielen: Befreiung portugiesischer Gefangener des Kolonialkriegs, Zerstörung der Boote und der Bewaffnung der PAIGC, der Afrikanischen Partei für die Unabhängigkeit Guinea-Bissaus und Kap Verdes, sowie insbesondere die Eliminierung ihrer Führer, an erster Stelle Amílcar Cabrals, wie auch des guineischen Präsidenten Sekou Touré, dessen Regime gestürzt werden sollte.
Die Ziele der Aktion, einschließlich der Ausführung der Mordbefehle, wurden nur teilweise erreicht – Amílcar Cabral befand sich außer Landes. Sekou Tourés Sommerresidenz wurde zerstört, der Präsidentenpalast blieb unbeschädigt und Touré unverletzt. Ebenso wenig wurde die Zerstörung der Luftstreitkräfte Guinea-Conakrys erreicht, der Zugführer der damit beauftragten Einheit der Portugiesen desertierte, außerdem befanden sich die Flugzeuge (MiG-17) zu Trainingszwecken auf einem Flughafen im Landesinneren.
Die Befreiung der Kriegsgefangenen gelang ebenso wie die Zerstörung der Schnellboote. Nach dem Einschiffen der Befreiten ließen die Portugiesen die guineischen Dissidenten auf sich alleine gestellt in Conakry zurück.
In der Resolution 275 verurteilte der UN-Sicherheitsrat das portugiesische Vorgehen. Bei dem Unternehmen wurde der stellvertretende Missionschef der DDR-Botschaft, Dr. Siegfried Krebs, getötet. Eine ursprünglich von der westdeutschen Presse angenommene Beteiligung des belgischen Söldnerführers Jean „Black Jack“ Schramme stellte sich als Gerücht heraus.

## Literarische Verarbeitung
Das Unternehmen wurde von Frederick Forsyth 1974 in seinem Roman The Dogs of War (Die Hunde des Krieges) fiktionalisiert.